# Partito Socialista Zairese
Il Partito Socialista Zairese (in francese: Parti Socialiste Zaïrois) è stato un partito politico dello Zaire.

## Storia
Nel 1979 Betou Aime era il segretario generale del partito. Nel 1984 il partito rivendicò un attentato alla sede di La Voix du Zaire a Bruxelles, ma negò il proprio coinvolgimento nelle proteste del 1985 nello Shaba (attuale Katanga), per cui vennero arrestati 17 membri del partito. Nel 1993 il presidente era Ngbanzo Djobo.